# 玫瑰可哥鮋
玫瑰可哥鮋為輻鰭魚綱鮋形目鮋亞目絨皮鮋科的其中一種，為熱帶海水魚，分布於西印度洋馬爾地夫及印度海域，體長可達4.3公分，棲息在底層水域，生活習性不明。

## 扩展阅读
維基物種上的相關：玫瑰可哥鮋